# ژنتیک معکوس

نموداری که روند توسعه واکسن آنفولانزای مرغی را با تکنیک‌های ژنتیک معکوس نشان می‌دهد

ژنتیک معکوس(Reverse genetics) روشی در ژنتیک مولکولی است که برای کمک به درک عملکرد(های) یک ژن با تجزیه و تحلیل اثرات فنوتیپی ناشی از مهندسی ژنتیکی توالی های اسید نوکلئیک خاص در ژن مورد استفاده قرار می گیرد. این فرآیند در جهت معکوس پیش می رود در حالی که ژنتیک پیشرو به دنبال یافتن اساس ژنتیکی یک فنوتیپ یا صفت است، ژنتیک معکوس به دنبال یافتن فنوتیپ هایی است که توسط توالی های ژنتیکی خاص کنترل می شوند.